# Bossancourt
Bossancourt é uma comuna francesa na região administrativa de Grande Leste, no departamento de Aube. Estende-se por uma área de 6,92 km². Em 2010 a comuna tinha 205 habitantes (densidade: 29,6 hab./km²).